# G線上の魔王
『G線上の魔王』（ジーせんじょうのまおう、The Devil on G-string）は、AKABEiSOFT2（あかべぇそふとつぅ）が2008年5月29日に発売したアダルトゲーム。
美少女ゲームアワード2008大賞を受賞。同時に、シナリオ賞、グラフィック賞、ユーザー支持賞も受賞している。
キャッチコピーは「命をかけた、純愛」。

## 概要
あかべぇそふとつぅの第9作に当たる恋愛アドベンチャーゲーム。主要な制作スタッフとして、同ブランドの『車輪の国、向日葵の少女』や『A Profile』などでコンビを組んだ、原画家の有葉とシナリオライターのるーすぼーいが参加している。発表は『TECH GIAN』2006年9月号で、2006年7月21日には公式サイトでも情報が公開された。開発の遅延により発売延期が重ねられ、最終的には当初の発売予定日（2007年11月29日）から半年経過した2008年5月29日に発売された。
初回超重量特典版（初回限定版）にはあかべぇそふとつぅが過去に発売した『車輪の国、向日葵の少女』・『車輪の国、悠久の少年少女』・『その横顔を見つめてしまう〜A Profile 完全版〜』の3作品の原画集が付属したほか、卓上カレンダー（2008年〜2009年）、「あかべぇそふとつぅ+姉妹ブランド 体験版詰め合わせDVD」および、Lump of Sugarとのコラボレート企画として、2008年7月11日に発売された『タユタマ -Kiss on my Deity-』の体験版などの特典も付属された。
タイトルはJ.S.バッハのクラシック楽曲『G線上のアリア』と、シューベルトの歌曲『魔王』に由来する。ゲーム中で使用されるBGMには、実在のクラシックの楽曲をアレンジしたものが使用されている。
2009年1月9日からドラマCD『償いの章』シリーズが発売した、それに先駆けて2008年11月7日よりWEBラジオ『G線上の魔王PRESENTSハルと栄一のハル★イチBANG×2』が配信されていた（隔週金曜更新）。

## ストーリー
浅井京介は一介の学園生。友人たちや妹とバカをやりながら昼を「学生」らしく平穏に過ごす彼は、夜は義父の片腕として辣腕を振るう「ビジネスマン」の顔もあった。そんなある日、学園に時期外れの転校生、宇佐美ハルがやって来る。奇妙な言動で何となく京介たちとつるみつつ、時折鋭い知性を覗かせるハル。そんな彼女をわずかに警戒しはじめた京介に向かって、ハルは彼の裏の顔を見透かすように次の問いを発した。
「“魔王”、知らないか？」
後日、仕事をこなし続ける京介に一通の奇妙なメールが届く。とある古典を模したと思しき短い文面の件名は「The Devil」。そして街の闇に浮かび上がり、義父の「ビジネス」を妨害し始めた“魔王”らしき存在。義父の命令を受けて“魔王”の炙り出しを始めた京介はハルと共に、彼らを挑発するように引き起こされる事件を、そしてその影に蠢く“魔王”を追うこととなった。

## 登場人物

### 主要人物
※担当声優はPC版 / ドラマCDまたはWEBラジオ版の順
浅井 京介（あざい きょうすけ）
声：無し / 福山潤
昼と夜で別の顔を持つ本作品の主人公。クラシックをこよなく愛する明るい性格で、特にバッハへの偏愛ぶりはかなりのものがある。一方で壮絶な家庭環境と幼少期の経験から、常人とは違う価値観を持ち、義父である権三の教育も相まって、金と貸し借りには几帳面である。しかし、普段から些細な事柄に対する物忘れがひどく、知人や妹との約束でさえ放棄してしまうことがしばしばある。一応飲酒と喫煙が許されている年齢らしい（本人談）。
宇佐美 ハル（うさみ はる）
声：かわしまりの / 瑞沢渓
“魔王”を追って京介たちの学園に来た転校生。「勇者」を自称し、ぼさぼさのロングヘアーを無造作に流し、ぼんやりとマイペースな風情で人と接するが、交わされる会話の僅かな矛盾や嘘を即座に指摘できる怜悧な頭脳と、大局を見渡せる思慮深さを持つ切れ者。“魔王”を追って全国各地を転々とするほど彼に執着する一方、なぜか京介を試すような言動がみられる。ちなみに、ペンギンが好きで1月1日生まれらしい。
浅井 花音（あざい かのん）
声：河合春華 / こおろぎさとみ
主人公の義理の妹。フィギュアスケート選手で、同じくフィギュア選手だった母の影響下で幼少期より厳しい修練を積み、オリンピック代表候補の筆頭にまで登り詰めた。しかし天才肌な演技とは裏腹に性格はマイペースかつ言動はざっくばらん。一人称は「のんちゃん」。かなりのブラコンであり、周囲を気にしない性格もあってか京介の都合も考えず大胆な言動で甘えてくる。
美輪 椿姫（みわ つばき）
声：紫華すみれ / 神崎ちろ
主人公のクラスメイト。メモ（日記）を書くのが趣味で、日常会話でも「~でした○（まる）」と日記のような口調になることがある。ケータイを持たないアナログ派で、幼い弟妹たちの世話を病弱な母に代わって焼きながら大家族の中心として一家を支え続けている。他人を疑うことをしない、純粋無垢な性格。
白鳥 水羽（しらとり みずは）
声：海原エレナ / 氷青
主人公のクラスメイト。京介の通う学園の理事長の娘。容姿端麗で朝に花の水やりをするような女子だが、人を拒絶するような表情と口数の少なさに加え、その立場もあってか親しい友人もいない。特に裏の顔があることを知っている京介に対しては冷たく当たる。
時田 ユキ（ときた ゆき）
声：北都南 / ひと美
ハルの友人。“魔王”に関連した事件で京介たちと出会い、その後学園に転校してくる。若年ながら人間心理の洞察に秀で、交渉人の心得もある。

### その他
浅井 権三（あざい ごんぞう）
声：居口伝衛門 / 稲田徹
京介の養父（花音の実父）で、街一帯を根城に構える暴力団・園山組の組長。「金」に対する揺るぎない哲学を持ち、己の子ですら「道具」として徹底して利用する非情な男。その凶暴な言動や魁偉な風貌、趣味が狩猟であることも相俟って周囲からは「獣の王」と呼ばれ、畏怖と憎悪を一身に受けている。自分のシマを荒らされたとして、“魔王”を追うよう恭介に指示を出す。
“魔王”（まおう）
声：ほうでん亭らっぱ / 福山潤
ハルが長年追い続ける謎の男。本作の舞台である富万別（とまんべつ）市に本社を置く山王物産で企業戦略家を務める傍ら、ハルや京介たちを挑発するように様々な事件を引き起こす。時に自ら姿をちらつかせて彼らを翻弄し、罪を犯してもあまり罰せられない未成年者や外国人を自分の手足にして行動を完遂するなど、尻尾を掴ませることなく動く天才的な犯罪者。その目的や彼の略歴、そして彼自身の正体は謎に包まれている。
相沢 栄一（あいざわ えいいち）
声：金田まひる / 梶田夕貴
京介のクラスメイトであり、数少ない友人。腹黒い性格で男（主に京介）に対する態度と女に対する態度がまったく違う。年上が好みで、京介たちの学園の女教師をターゲットにしている。周囲に可愛く見られるよう、学校では甘いものを食べたりティーン向け女性誌のチェックを欠かさないなどキャラ作りに余念がない。フィギュアスケートに詳しいという一面も持つ。ときどき京介とは頭の中だけで会話したり、放課後に「部活」をしたりもする。
ミキちゃん
声：無し
京介がよく電話している情報屋。京介を気に入っているらしい。
時田 彰浩
声：井伊由田那 / 石丸博也
ユキの養父。優秀ではあるが、とある経緯から田舎へ左遷させられていたのだが、“魔王”が起こした事件に交渉役として関わることになる。娘と同様相手の行動から心理を読む能力を持つだけでなく、“魔王”を相手に一歩も引かない気力も持つ。
堀部
声：峰健一
権三の側近で、彼を「親父」と呼んでいる。京介に対しては「坊ちゃん」と呼ぶなど、一応の礼儀を示すが、その本質は典型的な極道そのものであり、血の気が多いような描写がある。
京介の母
声：不明
京介の実母。京介とはある事情があって現在は富万別市から遠く離れた札幌市の病院に入院している。京介は彼女からの仕送りを受け取っているが、同時に彼女へ現金を送っている。
鮫島 利勝（さめじま としかつ）
声：無し
京介の実父。ある事情からあらゆるところから借金をし、ついには権三とつながりがある闇金からまで金を借り、京介の家庭がバラバラとなる原因となってしまった。

### ドラマCDのみの登場人物
K
声：平田広明
“魔王”の友人を名乗る謎の人物。何故か宇佐美、時田の命を狙っている。権三とも交流があったらしい。
織田龍平
声：鶴岡聡
本編終盤で起きた事件を担当する刑事（本編に出てくる刑事と恐らく同一人物）。事件について不審な点があることを薄々感づいている。
藤島
声：鈴木千尋
ハルたちのクラスメイトで、彼女を狙うストーカー。

## 製作スタッフ
- 原画・キャラクターデザイン：有葉
- 企画・シナリオ：るーすぼーい
- オープニングテーマ：『Answer』
  - 作詞：Kanoko、作曲・編曲：藤田淳平(Elements Garden)、歌：片霧烈火
- 挿入歌：『Close Your Eyes』
  - 作詞・作曲：志倉千代丸(5pb.)、編曲：磯江俊道(ZIZZ STUDIO)、歌：彩音
- エンディングテーマ：『雪の羽 時の風』
  - 作詞：wight、作曲・編曲：bassy、歌：Barbarian On The Groove　feat.茶太
- BGM：tiko-μ

## BGM
| 通し番号 | BGM曲名                | クラシック曲名（オリジナルタイトル）                              | 作曲者           |
| -------- | ---------------------- | ----------------------------------------------------------------- | ---------------- |
| 1        | Answer                 |                                                                   |                  |
| 2        | うららか               | 第1組曲「ペールギュント」より「朝」                               | E.グリーグ       |
| 3        | 朝の挨拶               | カノン                                                            | パッヘルベル     |
| 4        | 昼の遊び               | 交響曲第9番ニ短調Op.125「合唱」 第4楽章（「歓喜の歌」） -         | ベートーヴェン   |
| 5        | いま、最高か           | 「天国と地獄」序曲                                                | オッフェンバック |
| 6        | 空の夕                 | ジムノペディ第1番                                                 | エリック・サティ |
| 7        | 白夜の前               | 「ベルガマスク組曲」より第3曲「月の光」                           | ドビュッシー     |
| 8        | 白夜                   | 「ベルガマスク組曲」より第3曲「月の光」                           | ドビュッシー     |
| 9        | 半スベリ               | バレエ音楽「ガイーヌ」より「剣の舞」                              | ハチャトゥリアン |
| 10       | 疑惑                   | 練習曲第12番ハ短調Op.10-12「革命」                                | ショパン         |
| 11       | 疑念                   | 練習曲第12番ハ短調Op.10-12「革命」                                | ショパン         |
| 12       | 疑問                   | 練習曲第12番ハ短調Op.10-12「革命」                                | ショパン         |
| 13       | 真実                   | ヴァイオリン協奏曲ホ短調Op.64 第1楽章                             | メンデルスゾーン |
| 14       | 真実の跡               | ヴァイオリン協奏曲ホ短調Op.64 第1楽章                             | メンデルスゾーン |
| 15       | 抱擁                   | 歌劇「リナルド」より「Lascia ch'io pianga」（私を泣かせて下さい） | ヘンデル         |
| 16       | 闘争                   | 組曲「展覧会の絵」より「プロムナード」                            | ムソルグスキー   |
| 17       | 闘争の続き             | 組曲「展覧会の絵」より「プロムナード」                            | ムソルグスキー   |
| 18       | 悟り                   | 組曲「展覧会の絵」より「プロムナード」                            | ムソルグスキー   |
| 19       | 愛                     | ピアノ・ソナタ第8番ハ短調Op.13「悲愴」 第2楽章                    | ベートーヴェン   |
| 20       | 瞳を閉じて I           | Close Your Eyes                                                   |                  |
| 21       | 瞳を閉じて II          | Close Your Eyes                                                   |                  |
| 22       | 瞳を閉じて III         | Close Your Eyes                                                   |                  |
| 23       | さようなら             | モチーフなし                                                      | tiko-μ           |
| 24       | 再会の日               | 「ユモレスク」第7番OP.101-7                                       | ドヴォルザーク   |
| 25       | 安らぎの夜             | ヴァイオリン協奏曲ニ長調Op.77第3楽章                              | ブラームス       |
| 26       | 対決                   | ワルキューレの騎行                                                | ワーグナー       |
| 27       | 男の花道               | Answer                                                            |                  |
| 28       | 愛した女               | Answer                                                            |                  |
| 29       | 愛憎の成れの果て       | Answer                                                            |                  |
| 30       | 道は氷河なり           | Answer                                                            |                  |
| 31       | 雌雄                   | バガテル イ短調「エリーゼのために」                               | ベートーヴェン   |
| 32       | 決着                   | バガテル イ短調「エリーゼのために」                               | ベートーヴェン   |
| 33       | 浅井権三               | スラヴ行進曲Op.31                                                 | チャイコフスキー |
| 34       | 雪 I                   | アメイジング・グレイス                                            |                  |
| 35       | 雪 II                  | アメイジング・グレイス                                            |                  |
| 36       | 雪 III                 | アメイジング・グレイス                                            |                  |
| 37       | 恐慌                   | トッカータとフーガニ短調                                          | J.S.バッハ       |
| 38       | 家畜の群れ             | トッカータとフーガニ短調                                          | J.S.バッハ       |
| 39       | 死神                   | トッカータとフーガニ短調                                          | J.S.バッハ       |
| 40       | 影の誘い               | 魔王D.328.Op.1                                                    | シューベルト     |
| 41       | 闇の使い               | 魔王D.328.Op.1                                                    | シューベルト     |
| 42       | 腐食                   | 組曲「動物の謝肉祭」より「水族館」                                | サン＝サーンス   |
| 43       | 落日                   | 魔王D.328.Op.1                                                    | シューベルト     |
| 44       | 逃げ場なし             | ピアノソナタ第23番ヘ短調Op.57「熱情」第3楽章                      | ベートーヴェン   |
| 45       | The Devil              | 魔王D.328.Op.1                                                    | シューベルト     |
| 46       | The Devil 2            | 魔王D.328.Op.1                                                    | シューベルト     |
| 47       | ピカレスク             | 「アルルの女」第2組曲より「ファランドール」                       | ビゼー           |
| 48       | 我が母の教えたまいし歌 | 歌曲集「ジプシーの歌」より第4曲「我が母の教えたまいし歌」         | ドヴォルザーク   |
| 49       | 地上に現れし地獄       | 「カルミナ・ブラーナ」より「おお、運命の女神よ」                  | オルフ           |
| 50       | 地獄の続き             | 「カルミナ・ブラーナ」より「おお、運命の女神よ」                  | オルフ           |
| 51       | 暗夜航路               | 「カルミナ・ブラーナ」より「おお、運命の女神よ」                  | オルフ           |
| 52       | 交錯                   | 小フーガト短調 BWV578                                             | J.S.バッハ       |
| 53       | 出落ち                 | 組曲「くるみ割り人形」より「こんぺいとうの精の踊り」              | チャイコフスキー |
| 54       | 一休み                 | ジ・エンターテイナー                                              | ジョプリン       |
| 55       | 蠢動                   | 第1組曲「ペールギュント」より「山の魔王の宮殿にて」               | E.グリーグ       |
| 56       | ワルキューレの騎行     | ワルキューレの騎行                                                | ワーグナー       |
| 57       | 真相                   | 組曲「動物の謝肉祭」より「雌鶏と雄鶏」                            | サン＝サーンス   |
| 58       | 追求                   | 組曲「動物の謝肉祭」より「耳の長い紳士」                          | サン＝サーンス   |
| 59       | 郷愁                   | ピアノソナタ第14番嬰ハ短調Op.27「月光」第3楽章                    | ベートーヴェン   |
| 60       | G線上のアリア          | G線上のアリア                                                     | J.S.バッハ       |
| 61       | G線上のアリア          | G線上のアリア                                                     | J.S.バッハ       |
| 62       | G線上のアリア          | G線上のアリア                                                     | J.S.バッハ       |
| 63       | G線上のアリア          | G線上のアリア                                                     | J.S.バッハ       |
| 64       | G線上のアリア          | G線上のアリア                                                     | J.S.バッハ       |
| 65       | G線上のアリア          | G線上のアリア                                                     | J.S.バッハ       |
| 66       | Close Your Eyes        |                                                                   |                  |
| 67       | 雪の羽 時の風          |                                                                   |                  |

## インターネットラジオ
2008年11月7日から『G線上の魔王PRESENTS ハルと栄一のハル★イチBANG×2』が配信。パーソナリティは瑞沢渓（宇佐美ハル役）と梶田夕貴（相沢栄一役）。

## 関連商品

### 書籍
G線上の魔王 ビジュアルファンブック
一迅社出版、2009年7月14日発売
ISBN 978-4-7580-1145-7
G線上の魔王 コミックアンソロジー
一迅社出版、2008年9月25日発売
ISBN 978-4-7580-0463-3

### CD
G線上の魔王 オリジナルサウンドコレクション
5pb.Records、2009年4月24日発売
G線上の魔王CHARACTER SONG CD/宇佐美 ハル
ARIELWAVE、2008年9月18日発売
G線上の魔王 サウンドドラマ ~償いの章~ 第一巻
あかべぇめでぃあ、2009年1月9日発売
G線上の魔王 サウンドドラマ ~償いの章~ 第二巻
あかべぇめでぃあ、2009年6月26日発売

## その他
様々な美少女ゲームのキャラクターが登場する「ガールズクロスクロニクル」に出演している。PCブラウザゲームと、Androidアプリとして配信。
ジャンルはRPGとなっていて、キャラクターたちがSDキャラになりバトルを繰り広げ、カードゲームキャラクターの成長と共に解放されるシナリオイベントに描き下ろしイラストやシナリオを実装されたり、各キャラのキャラクターエピソードは原作声優により新規収録されたものが使用された。